# Genesis Vegas
Génesis Vegas (Trujillo, Venezuela, 12 de marzo de 1992) es una jugadora de fútbol y futsal venezolana que actualmente se desempeña como ala en el club San Lorenzo de Almagro. Su último paso por el fútbol de once fue en el año 2023 disputando la Liga Femenina BetPlay Dimayor para el Club Deportivo La Equidad de Colombia.También es jugadora de la Selección Venezolana de Futsal con la que disputó la Copa América 2023.

## Clubes
| Club                | País      | Año         |
| ------------------- | --------- | ----------- |
| Atlético Sport Club | Venezuela | 2013        |
| O.D.C.              | Venezuela | 2014 - 2015 |
| Deportivo La Guaira | Venezuela | 2015 - 2018 |
| La Equidad          | Colombia  | 2020 - 2022 |
| Deportivo La Guaira | Venezuela | 2022        |
| UDC La Castellana   | Venezuela | 2022        |
| La Equidad          | Colombia  | 2023        |
| Sala Zaragoza       | España    | 2023 - 2024 |
| San Lorenzo         | Argentina | 2025        |